# ستيلا توماس
ستيلا توماس (بالإنجليزية: Stella Thomas)‏ هي قاضية نيجيرية، ولدت في 1906، وتوفيت في 1974.